# 雞冠海鳚鯛
雞冠海鳚鯛，為鱸形目鱸亞目擬雀鯛科的其中一種，分布於西印度洋的阿曼海域，深度0-2公尺，背鰭硬棘1枚;背鰭軟條64-88枚;臀鰭硬棘0枚;臀鰭軟條52-55枚，體長可達8.9公分，為熱帶海水魚，棲息在較大的潮池，生活習性不明。

## 擴展閱讀
維基物種上的相關：雞冠海鳚鯛